# ЗІП (техніка)
ЗІП (абревіатура від «запасні частини, інструменти, приладдя») — комплект, призначений для експлуатації та ремонту техніки (зокрема, військової). До ЗІП належать складені одиниці, блоки, агрегати необхідні для підтримання та відновлення працездатності, справності техніки при технічному обслуговуванні та ремонті. Залежно від призначення та особливостей використовування розрізнюють одиночний (індивідуальний), груповий та ремонтний комплекти ЗІП. Крім того, для поповнення групових та ремонтних комплектів, постачається ЗІП розсипом.
Перелік ЗІП вказаний у відомості ЗІП, або у формулярі чи паспорті, які входять (можуть входити) у комплект до експлуатаційної документації виробу.

## Види комплектів ЗІП
Індивідуальний (одиночний) комплект ЗІП призначений для забезпечення експлуатації одиниці техніки, підтримання її у працездатному стані шляхом проведення технічних обслуговувань, поточного ремонту. Він виділяється на кожний зразок техніки та поставляється з ним один раз на весь період експлуатації. Витрачені із складу одиночного комплекту предмети ЗІП повинні своєчасно поповнюватись однойменними предметами групового комплекту.
Груповий комплект ЗІП виготовляється на групу однойменних зразків техніки і призначений для забезпечення технічного обслуговування, ремонту техніки із закінченим гарантійним терміном експлуатації силами ремонтного органу військової частини (об'єднання) в обсязі вимог експлуатаційної документації.
Крім того, групові комплекти використовуються для поповнення відповідних одиночних комплектів ЗІП. Груповий комплект ЗІП поставляється промисловістю разом із відповідною групою виробів один раз на весь період експлуатації і повинен бути на складі військової частини. Із групового комплекту ЗІП дозволяється витрачати не більше 50 % однойменних запасних частин.
Ремонтний комплект ЗІП виробляється промисловістю на групу однойменних зразків техніки для їхнього ремонту в стаціонарних майстернях центрального та оперативного підпорядкування, в армійських і фронтових майстернях, а також для поповнення групових комплектів ЗІП.

## Розташування елементів ЗІП
Елементи ЗІП перевозяться як прикріпленими ззовні корпусу техніки (буксирні троси, ломи, лопати, колода самовитягування, брезент-укривало, запасні колеса, запасні траки тощо), так і усередині машини. Склад елементів ЗІП, возимих ззовні та усередині техніки, може розрізнятися залежно від її типу.